# Slon indický
Slon indický (Elephas maximus) je jihoasijský a jihovýchodoasijský slon dosahující obvyklé výšky 2–3 metru v kohoutku a váhy 2–6 tun. Jedná se o jednoho ze tří žijících druhů slona a jediný nevymřelý druh z rodu Elephas. Zároveň jde o největšího suchozemského živočicha žijícího v Asii a také o jediného recentního terestrického zástupce skupiny Afrotheria, jehož areál rozšíření se nachází kompletně mimo Afriku.

## Rozšíření a početnost
Slon indický obývá různá stanoviště – od tropických suchých oblastí po deštné pralesy, obvykle do nadmořské výšky 3000 metrů (na severovýchodě Indie – Himálaje – se mohou dostat ještě výše). Jde o vůbec největšího suchozemského živočicha žijícího v Asii. Oblast výskytu zahrnuje území Bangladéše, Bhútánu, Kambodže, Číny, Indie (Indočína), Indonésie (Sumatra), Laosu, Malajsie (Borneo), Myanmaru, Srí Lanky, Nepálu, Thajska a Vietnamu.
Je považován za ohrožený druh, ve volné přírodě žije odhadem 40–50 000 jedinců (údaje z let 2003–2006), případně 41–52 000 (2008), z nichž více než polovina je rozprostřených v Indii. Na stránkách IEF je uvedena populace čítající 30–50 000 slonů. Dle IUCN populace slona indického dlouhodobě, možná už stovky let klesá. Dnešní geografický rozsah odpovídá pouhým 5 % historického (asi 500 tisíc km² ku původním 9 milionům km²). Kupříkladu v Pákistánu či na Jávě již vyhynul.

### Poddruhy
Slon indický se na základě analýz mtDNA, některých fenotypických rozdílů nebo oddělených populací dělí na čtyři poddruhy, avšak klasifikace slona bornejského je doposud nejvíce sporná:
- slon cejlonský (Elephas maximus maximus)
- slon sumaterský (Elephas maximus sumatranus)
- slon indický (Elephas maximus indicus)
- slon bornejský (Elephas maximus borneensis)

### Hrozba a budoucnost

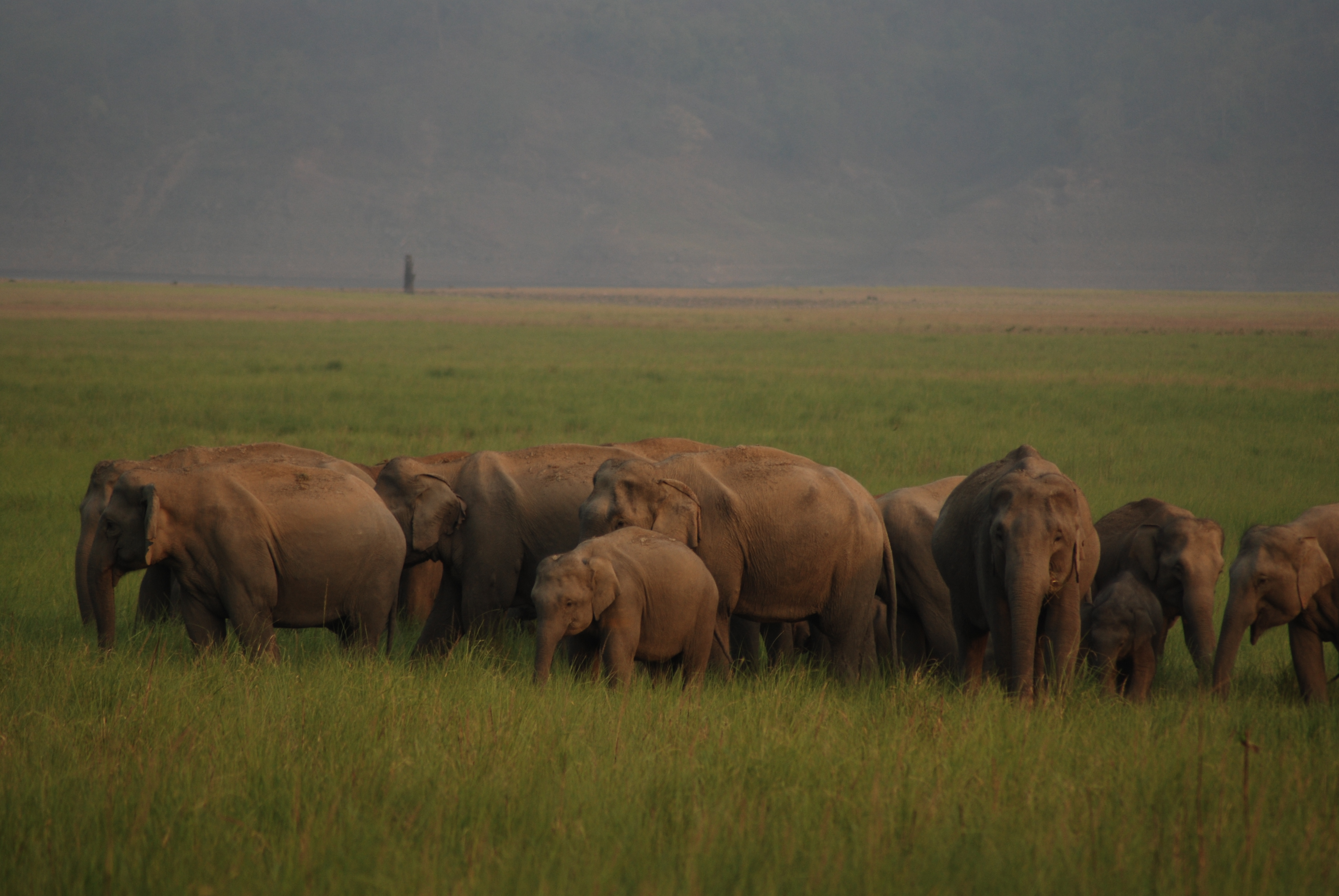
Sloni v Národním parku Jima Corbetta

Ačkoli se velká část populace nachází v národních parcích, více než polovina území obývaných slony leží mimo chráněná území. Přesto, že jsou chráněni, jsou stále nelegálně zabíjeni. Nejzásadnějším problémem je, že se neustále zmenšuje území, kde mohou žít, přes která mohou migrovat za potravou a kde nemohou uškodit lidem a jejich zemědělství. Je zřejmé, že se území pro slony indické bude stále smršťovat, v souladu s rostoucí početností lidské populace. Taková situace panuje prakticky v celém areálu rozšíření a tak je budoucnost tohoto druhu permanentně ohrožena. V letech 2010 až 2017 bylo každoročně zabito okolo 240 slonů. V roce 2019 zabili lidé na Srí Lance rekordních 405 slonů, což je o 360 více, než v roce 2018. V naprosté většině zabíjejí slony farmáři, kteří brání svou úrodu. Během koronavirové pandemie (2020) interakce mezi lidmi a slony ustala, ale podle odborníků se situace vrátí do starých kolejí v momentu, kdy pandemie odezní.

## Vzhled

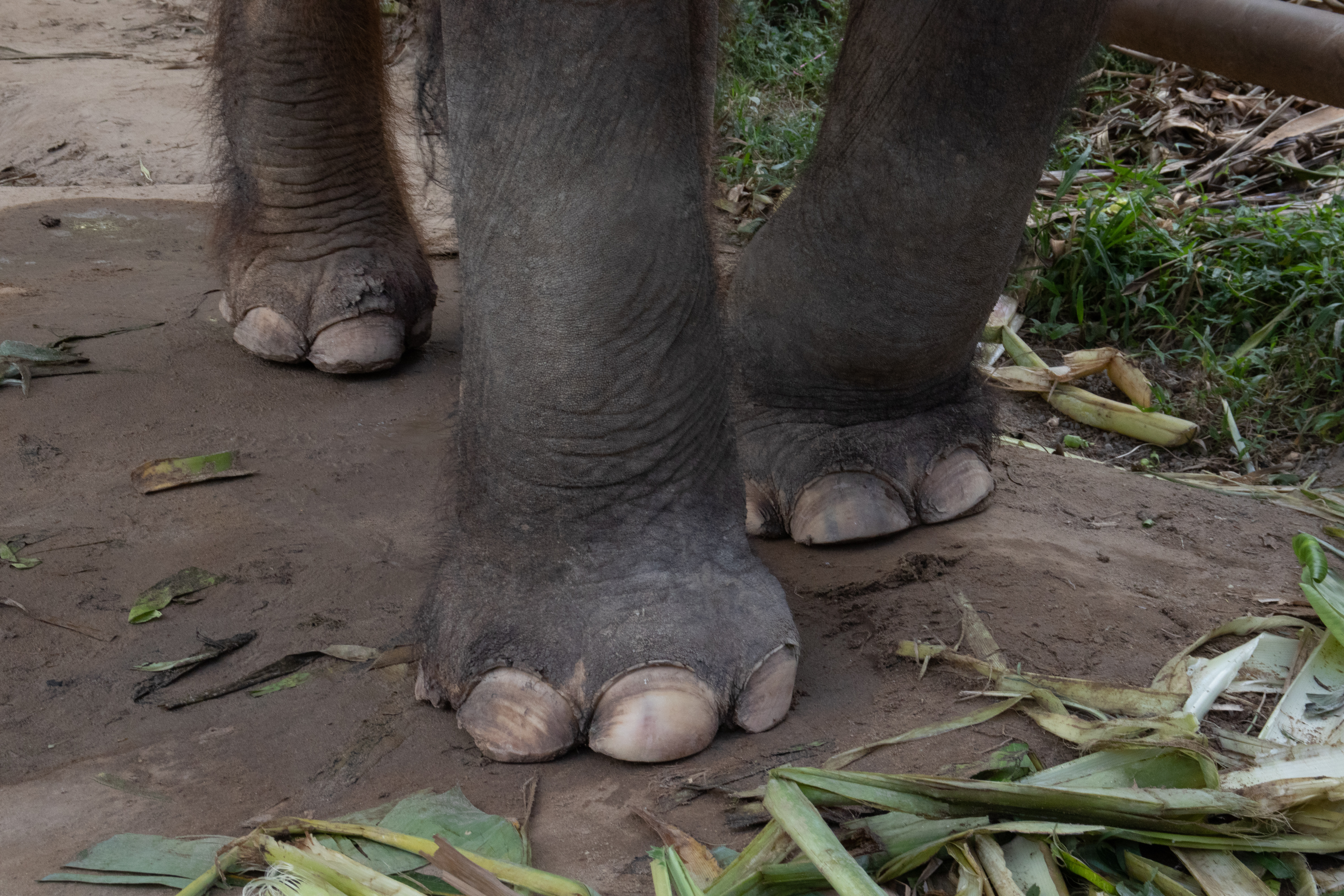
Nehtové struktury na prstech

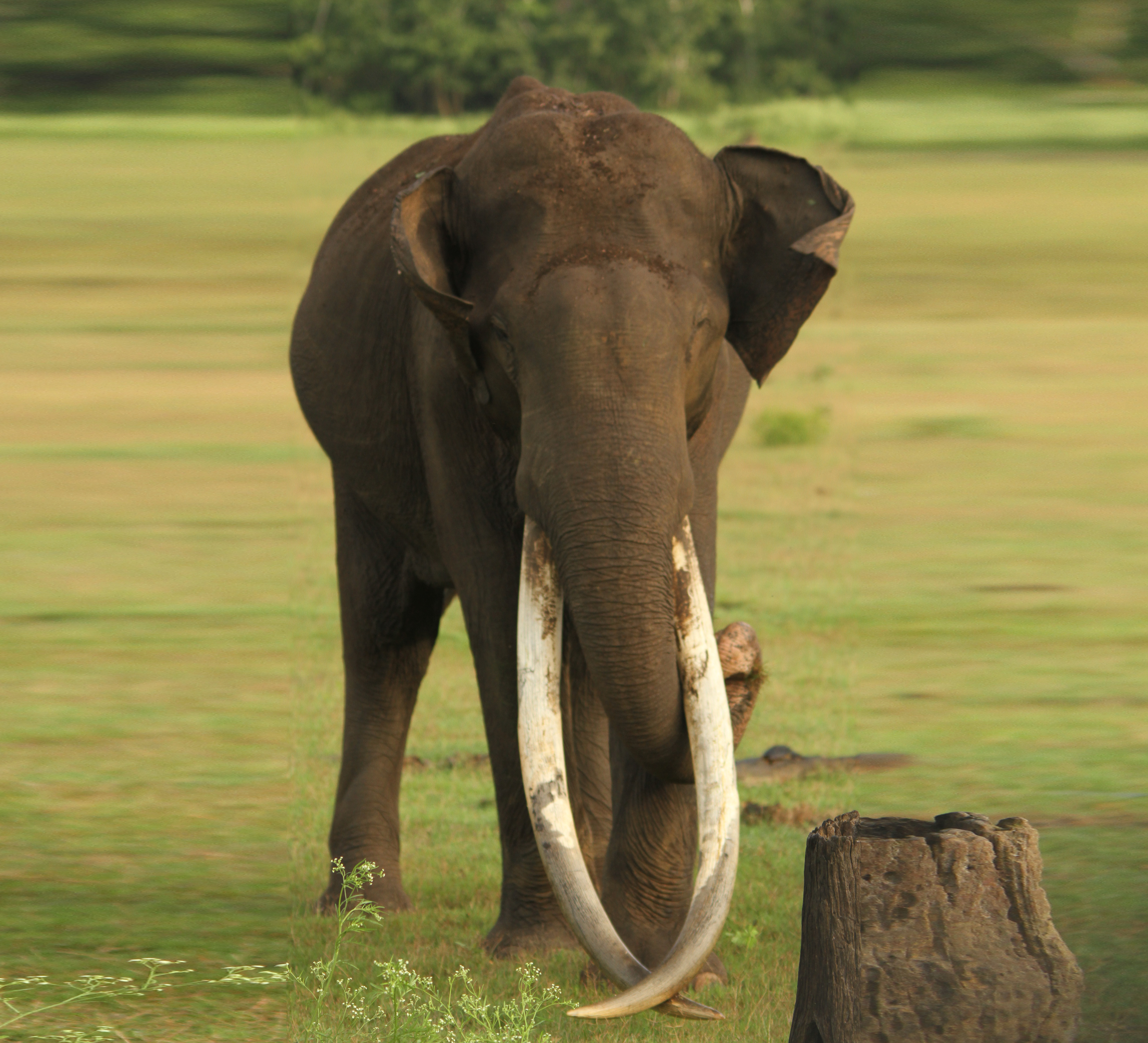
Asijský slon pasoucí se na březích řeky Kabini, národní park Nagarhole

Je menší než jeho africký příbuzný, nejjednodušším rozlišovacím znakem je velikost uší – slon indický je má výrazně menší, trojúhelníkovitého tvaru. Stoličky mají tvar podobný vymřelým mamutům, což ukazuje na bližší příbuznost těchto druhů. Slon indický má na chobotu pouze jeden prstík (výběžek na konci chobotu sloužící k uchopení menších předmětů). Slon indický má více klenutou páteř než slon africký, na každém zadním chodidle má čtyři nehty místo tří, na čele dvě vybouleniny a pouze 19 párů žeber (slon africký jich má 21). Samicím obvykle nenarostou kly, a když ano, tak jsou jen stěží viditelné i když slon otevře tlamu. Samci je také mohou postrádat, tento jev se vyskytuje hlavně u cejlonských slonů na Srí Lance, kde má kly vyvinuté jen asi 2–3 % populace. Na rozdíl od slona afrického, který používá přední končetiny téměř výhradně k manipulaci se zeminou, umí společně s trupem lépe využívat přední končetiny k manipulaci s objekty.

### Velikost
Slon indický je mírně menším druhem než jeho africký příbuzný. Velikost slonů v přírodě byla v minulosti zveličována; tento druh dorůstá obvyklé kohoutkové výšky 2–3 metru, délky těla 5,5–6,4 metru a váhy 3–6 tun. Samotný ocas pak dosahuje délky 1–1,5 metru. Samice jsou patrně menší než samci, vysoké jsou méně než 2,5 metru a váží 2–3,5 tun. Údajně nejtěžší zaznamenaný samec vážil 7 tun a po výšku ramen měřil 3,43 metrů (údaj z roku 1924). Také existují zprávy o jedincích, kteří dosáhli 3,7 metru v kohoutku.

## Biologie a etologie

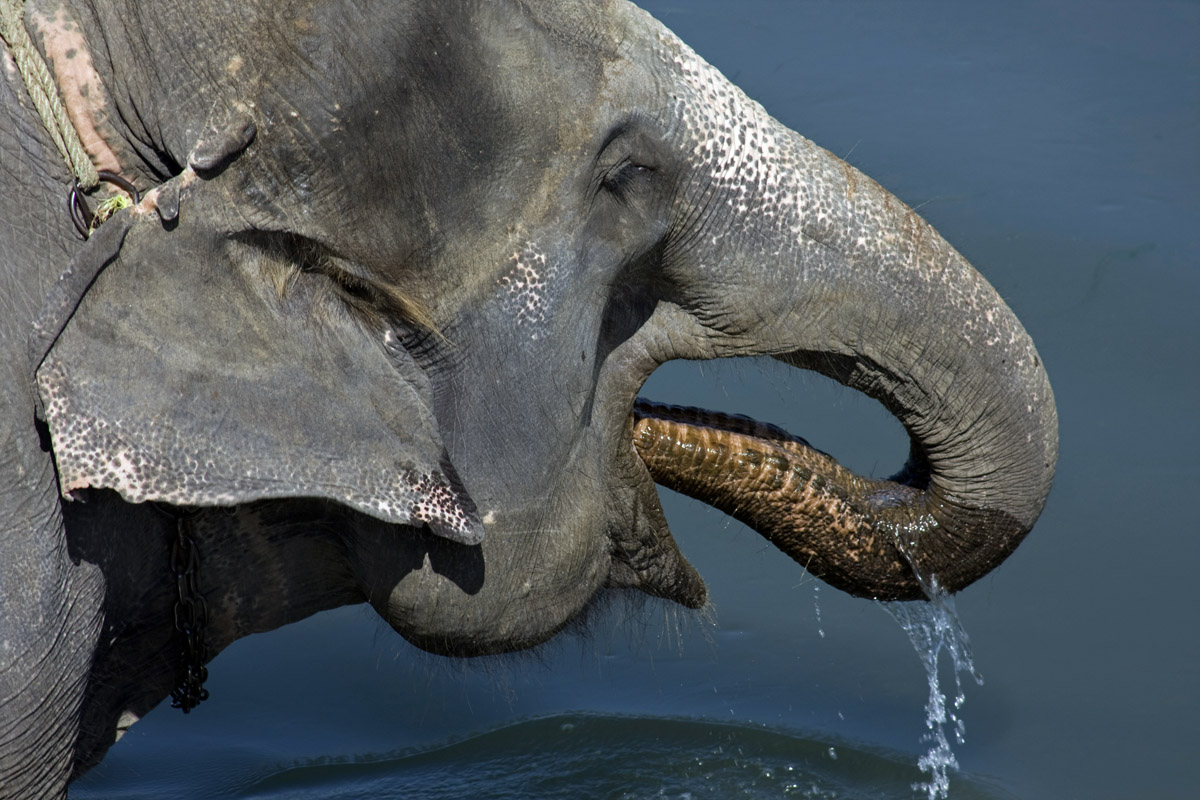
Slon při pití vody

Traduje se, že slon má výbornou paměť, pamatuje si i po několika letech, kde našel vodu, nicméně pokusy v zajetí neprokázaly, že by měl lepší paměť než např. pes nebo kočka. Stáda slonů v přírodě migrují po přesně určených trasách. Úkolem nejstaršího slona je pamatovat si a vyhledat tradiční migrační trasy. Hospodářstvím umístěným na jejich trase vzniká škoda na úrodě a je běžné, že slon zemře při bojích s lidmi. Dospělí jedinci jinak nemají žádné predátory, ale mláďata se mohou stát kořistí tygrů indických.
V přírodě žijí sloni průměrně 60–70 let a v zajetí se dožívají 80 i více let. Samci se dožívají zpravidla nižšího věku, neboť se v období páření zapojují do bojů a mají vyšší metabolické nároky na organismus. Zvládnou běžet rychlostí až 25 km/h a celkem snadno zdolávají kopce, vyskočit ale nedokážou. Navzdory některým neoficiálním tvrzením se sloni patrně nedokážou pohybovat rychlostí kolem 40 km/h. Přímá pozorování a počítačové modely ukázaly, že maximální rychlost těchto obřích chobotnatců činí asi 5,3 až 7 m/s (19 až 25 km/h). Jsou známí kognitivním chováním, kdy si chobotem přidržují větev a škrábou se s ní na zádech, nebo s jeho pomocí hážou na nepřítele (i na člověka) různé objekty, například kameny.
Ke komunikaci využívají zvuky, vizuální signály (ačkoli zrovna zrak není jejich silnou stránkou), pachové a případně dotykové signály, ale také infrazvuk (o frekvenci neslyšitelné pro člověka), jak poprvé zaznamenal indický přírodovědec Madhaviah Krishnan a později tento jev studovala Katherine Payne.
Samci: jsou většinou samotáři a v době říje bojují o samice. Mladší samci mohou vytvářet menší skupinky. Samci pohlavně dospívají v patnácti letech a poté se každý rok dostávají do říje zvané „musth“. V tomto období je hladina testosteronu 60krát vyšší než normálně a slon je extrémně agresivní. Ze spánkových potních žláz vylučuje sekret obsahující feromony.
Samice: žijí v malých skupinách (obvykle max. 15 dospělých samic). Mají matriarchální společnost, skupina je vedena nejstarší samicí. Dospívají v 9–15 roku života. Březost trvá 18–23 měsíců a rodí jedno nebo výjimečně dvě mláďata. Mládě je zcela vyvinuté v 19. měsíci, ale zůstává v děloze aby vyrostlo a matka jej mohla krmit. Po narození mládě váží kolem 100 kg a je kojeno 2–3 roky. Samice zůstává ve stádě, ale dospělí samci jsou odháněni pryč.Samice vytvářejí feromony, hlavní složkou je (Z)-7-dodecen-1-yl acetát, tato látka byla nalezena také u mnoha druhů hmyzu.

### Stravování
Sloni indičtí jsou býložravci, živící se pestrou směsicí rostlinné stravy (pozřou listy, kořeny, hlízy, stonky, semena, zrna, ořechy, ovoce, luštěniny aj.) – tu tak zahrnuje více než 100 druhů květeny a v období sucha požírají i stromovou kůru. Každý den zkonzumují potravu o hmotnosti 5 % svého těla (u dospělých je to asi 100–230 kilogramů) a denně jejím hledáním stráví až 18 hodin. Spotřebují rovněž 80–200 litrů vody a další využijí ke koupání.

## Slon indický a člověk

### Využití ve válce a při práci

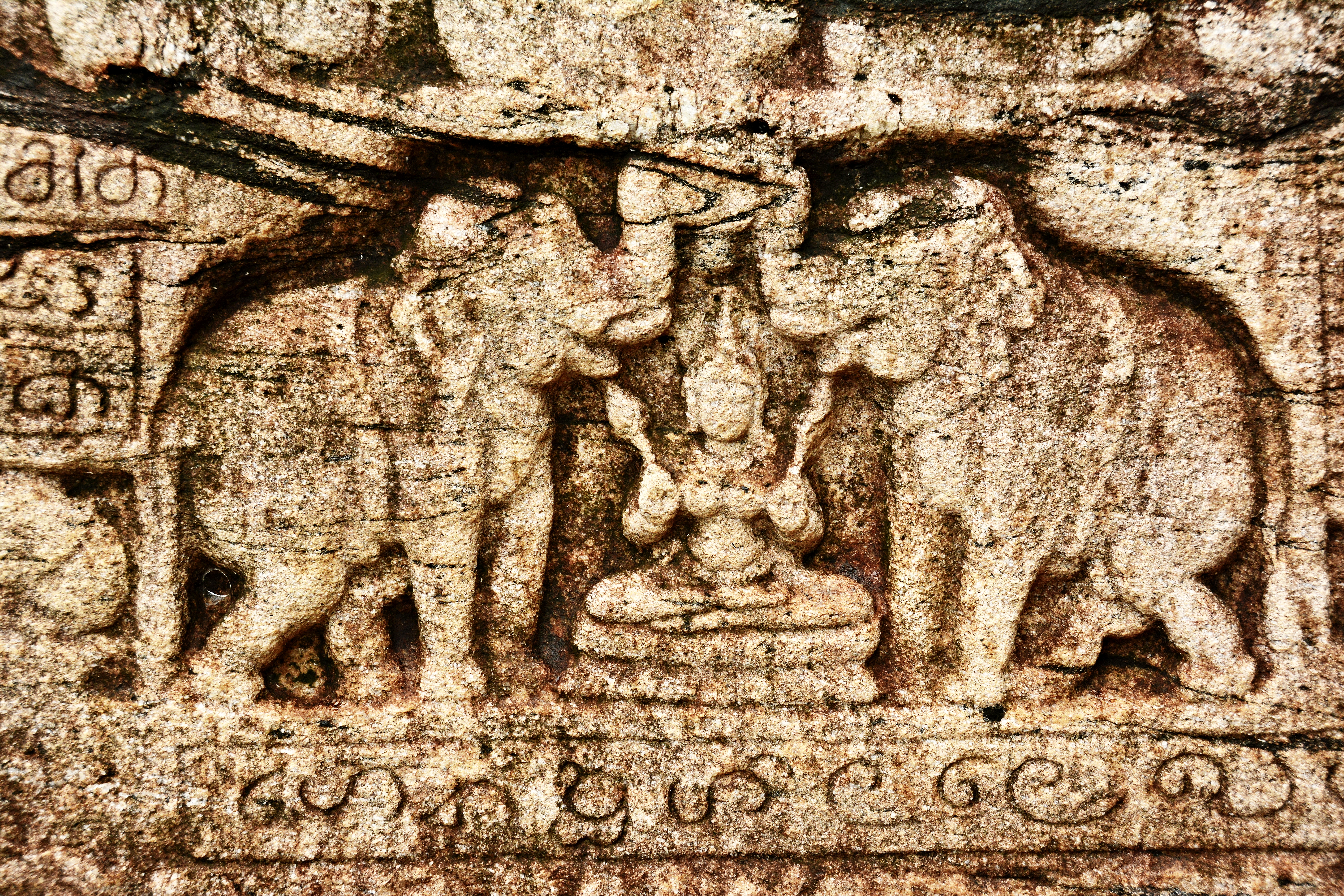
Kamenní sloni vytesaní do pískovcové skály, Polonaruwa, Srí Lanka

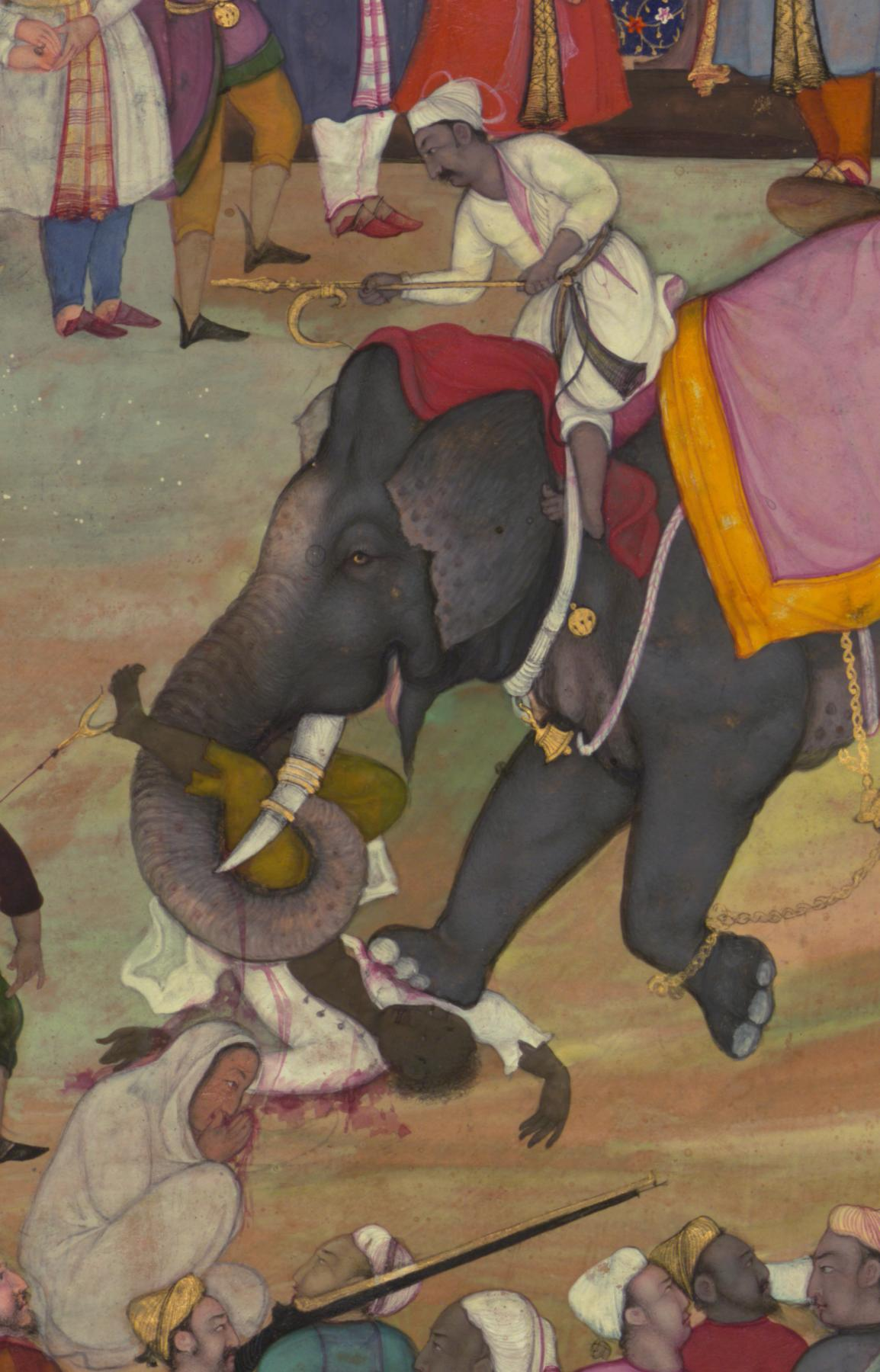
Poprava pomocí slona ve středověké Indii

Díky jejich schopnosti pracovat podle příkazu jsou sloni obzvláště užiteční pro přenášení těžkých věcí. Lidé je využívali hlavně pro přenášení dřeva v pralese. Kromě práce byli využíváni také ve válkách, při obřadech a jako dopravní prostředek. Lovci je využívali pro pohyb po rozličném terénu, představovali lepší prostředek k lovu. Člověk, který slona řídí, a zpravidla jej také krmí, ošetřuje a stará se o něj, se nejčastěji nazývá mahaut (z hindského mahavat nebo telugského mavati), případně kornak (ze sanskrtského karináyaka "vůdce slona"). K ovládání slona používá především zvukové povely, ale také bodec s háčkem, známý jako ankus, který je nezbytný především při výcviku slona.
Ve starověké a středověké Indii, na Srí Lance, v Siamu a Kambodži byli sloni používáni také při popravách. Odsouzenec byl položen na zem, kde mu slon rozšlápl hlavu, hrudník nebo jej probodl svými kly. 
V Indii, ale také v Persii a v zemích Jihovýchodní Asie byli od starověku až do 19. století využíváni váleční sloni, často měli hlavu obrněnou pancířem a kly s kovovými hroty. Posádku slona tvořil mahaut, který seděl slonu za krkem a tři nebo čtyři vojáci, umístění v dřevěné věži nebo sedadle na hřbetě slona. Válečného slona velitelé v bitvách jako velitelské stanoviště. První záznamy o domestikaci slonů indických pocházejí z harappské kultury. Sloni se v průběhu historie stali obléhacím prostředkem.

### Sloni v kultuře a náboženství
Sloni indičtí hrají významnou roli v kultuře Indie a jihovýchodní Asie. Již ve Védách se hovoří o bílém slonu Airavátovi, na němž jezdí vládce bohů Indra do bitev proti démonům a nepřátelům. Slon je hrdinou mnoha indických pohádek a bajek, zaznamenaných v Džátakách a Pančatantře. Hinduistický bůh Ganéša, uctívaný jako patron úspěchu a odstraňovatel překážek, má hlavu slona. V Kérale byli využíváni při průvodech, kde byli ozdobeni slavnostní výstrojí v podobě čabrak a příkrovů na hlavě a hřbetě nebo zlacení klů.

### Rizika pro člověka
Ve většině období roku jsou sloni indičtí plaší, spíše utečou než by se pouštěli do boje. Osamělí tuláci jsou často výjimkou tohoto pravidla, někdy neočekávaně útočí na kolemjdoucí. Samotářští sloni si někdy najdou místo blízko silnice a způsobí její neprůjezdnost. Samice s potomky jsou vždy nebezpečné, když se k nim někdo přiblíží. Slon indický útočí s chobotem pevně zkrouceným nahoru. Útočí tak, že nepřítele udupe, nebo přitlačí k zemi pomocí klů. V době říje je slon velmi nebezpečný nejen k lidem, ale i ke svým společníkům. V zajetí jsou po zpozorování tohoto chování pevně zajištěni, aby nedošlo k neštěstí. Bývají využívána anestetika.
Zároveň ale dochází ke vzájemnému střetu mezi slony a lidmi. V roce 2019 zabili lidé na Srí Lance rekordních 405 slonů, což je o 360 více, než v roce 2018. V naprosté většině zabíjejí slony farmáři, kteří brání svou úrodu.

## Chov v zoo
Rozmnožování slonů v zajetí je velice obtížné, a to z několika důvodů:
1. Je velice obtížné sestavit věkově vyváženou skupinu
2. Také je obtížné získat vhodného a hlavně plodného samce
3. Také je vhodné, aby slonice zabřezla nejpozději ve dvaceti letech

V poslední době se však u slonů indických daří odchovy napříč zoologickými zahradami. V Evropě je slon indický chován v přibližně 90 zoo. Ne ve všech zařízeních jsou chovné skupiny.
V Česku je chovají tři zoo:
- Zoo Praha
- Zoo Liberec
- Zoo Ostrava

Chovné skupiny jsou v Zoo Praha a Zoo Ostrava.
V minulosti je chovala Zoo Ústí nad Labem.
Na Slovensku tento druh chován není.
V ČR a SR se mládě slona poprvé narodilo v roce 2004 po umělé inseminaci v Zoo Ústí nad Labem, ale přišlo na svět mrtvé. První živá slůňata v Česku se narodila roku 2011 v Zoo Ostrava samicím Vishesh (14 let, porod 11. března) a Johti (44 let, porod 12. dubna). Mládě od samice Vishesh – sameček Sethi – však zemřelo po dvou měsících v důsledku oslabení imunity. Prvním odchovaným mládětem se tak stala samice Rashmi (dcera Johti) narozená 12. dubna 2011. Od té doby se v Česku narodilo několik dalších slonů: samice Sita (* 2013, Zoo Praha), samice Sumitra (2014–2016, Zoo Ostrava), samec Max (* 2016, Zoo Praha), samec Rudolf (* 2016, Zoo Praha), samec Chandru (* 2017, Zoo Ostrava), samice Lakuna (* březen 2020, Zoo Praha) a samice Amalee (2020 - 2023, Zoo Praha).

### Chov slonů indických v Zoo Praha
První slon indický – samec Baby – byl přivezen do Zoo Praha v roce 1933. Jednalo se o prvního slona v československých zoologických zahradách vůbec. V pořadí druhý slon se dostal do pražské zoo v roce 1951. Významným mezníkem pak byl přelom 60. a 70. let 20. století, kdy se stavěl pavilon velkých savců, určený mj. pro slony, a zároveň bylo v krátkém období let 1968–1972 celkem sedm slonů. Skupina v roce 2019 čítala sedm zvířat; je největší v českých zoo. Žije v expozici Údolí slonů, která byla otevřena v roce 2013. V Zoo Praha se do roku 2019 narodila tři mláďata. V květnu 2019 zoo oznámila, že dvě samice jsou březí a porody lze očekávat na jaře roku 2020. 27. 3. 2020 se samici Tamaře narodila samička Lakuna (čtvrté pražské slůně) a 9. 5. 2020 přišla na svět samička Amalee, jejíž matkou je slonice Janita (páté pražské slůně). Amalee v roce 2023 zemřela. Na jaře 2024 odcestovali do jiných zoo samci Max a Rudolf. Aktuálně je v zoo 6 slonů.

### Chov slonů indických v Zoo Ostrava
Prvním slonem indickým v Zoo Ostrava byl samec Pepík, dovezený v roce 1956 ze Zoo Praha. Uhynul roku 1964 následkem pádu do příkopu. V srpnu 1967 byla ze Zoo Dvůr Králové nad Labem přivezena slonice Soňa, která žila chvíli se slonem africkým Petrem, ale Soňa byla agresivní (kdysi byla odvezena z cirkusu do Zoo ve Dvoře, protože napadla krotitele), takže byli odděleni a Soňa byla chována bezkontaktně. V roce 1991 byla utracena z důvodu dlouhodobého strádání a rakoviny kopyt (příčinou bylo vlhké stání). V roce 2004 byl otevřen nový pavilon slonů, s cílem vytvořit nové chovné stádo tvořenou samcem a několika samicemi. Stejný rok přijely samice Suseela a Jumbo ze Zoo Amsterdam (obě pocházely z odchytu z volné přírody) a samec Jacki ze Zoo Pont Scorff (narozen 1996 v Zoo La Palmyre). Jacki si v roce 2005 ulomil kel a při operaci v narkóze uhynul kvůli vrozené vadě srdce. Na jaře 2008 do Zoo přijely ze Zoo Belfast samice Johti (odchycena v přírodě) se svou dcerou Vishesh (narozena 1997 v Zoo Belfast). Spojování stáda nedopadlo ideálně, Jumbo měla problém s dominantní samicí Johti a tak byla odvezena do Zoo Givskud. V květnu 2009 přijel ze Zoo Lipsko samec Calvin (narozen 1986 v Zoo Calgary). Zajímavostmi bylo, že Calvin neměl kly a bylo mu odebíráno sperma pro umělá oplodnění. 11. března 2011 Vishesh porodila první živé slůně na území bývalého Československa, byl to sameček, uhynul 6. května téhož roku. Slůně se narodilo s podváhou a mělo problémy se sáním mléka od matky. Posmrtně dostal jméno Sethi. 12. dubna 2011 Johti porodila samici, která později dostala jméno Rashmi (v indičtině Zářivě jasný paprsek měsíce), která od začátku prospívala. Druhé mládě, samičku Sumitru, porodila Vishesh 4. února 2014. Sumitra ze začátku nepřijímala mléko, ale ošetřovatelům se nakonec povedlo ji k tomu přimět (náhražkou mléka napustili pleny a samice je začala sát, poté začala přijímat i mateřské mléko)a nadále prospívala. 22. října 2015 byl utracen Calvin, důvodem byl absces na pravé přední noze, který si nechtěl nechat ošetřit (nohu zatěžoval kvůli zakřivení levé přední nohy, které vzniklo následkem neštovic, které prodělal v mládí). 23. ledna 2016 v odpoledních hodinách uhynula Sumitra (příčinou byl sloní herpes virus). Zjistilo se, že Vishesh je březí, a tak bylo přivezení nového samce odsunuto. Své třetí mládě Vishesh porodila 8. července 2017, jednalo se o samečka jménem Chandru. 21. února 2018 byla utracena samice Suseela z důvodu pokročilé artrózy a zhoršujících se abscesů. 13. června 2018 do Zoo Ostrava dorazil ze Zoo LePal samec Maxim (narozen 1998 v Zoo Rotterdam). Aktuálně je v zoo 5 slonů.

### Chov slonů indických v Zoo Liberec
V roce 1958 do Zoo Liberec dorazila první slonice (v Liberci nikdy samec chován nebyl) Kitty ze Zoo Hannover. Uhynula roku 1965, kvůli otravě z jídla, které ji naházeli návštěvníci. Nejprve byla dočasně umístěna v prostoru dnešního pavilonu opic, pak se přesunula do pavilonu na místě dnešních stájí. V roce 1967 přijeli do Zoo Liberec z indických Zoo Kalkata a Zoo Mysore mladé slonice Rání a Gaurí. V roce 1972 byly přesunuty do nového pavilonu slonů. V roce 1974 přijela do zoo africká slonice Tana, která v roce 2001 uhynula. V roce 2011 uhynula Gaurí. V říjnu roku 2013 přicestovala do Zoo Liberec slonice Bala ze Zoo Münster. V roce 2021 zemřela Rání. V Zoo Liberec žije nyní pouze slonice Bala. Původně Zoo Liberec plánovala pavilon slonů zrekonstruovat, ale z několika důvodů se rozhodla postavit nový. V současné době se zpracovává projekt.